# 179a Brigada Mixta (Exèrcit Popular de la República)
La 179a Brigada Mixta va ser una unitat de l'Exèrcit Popular de la República que va combatre durant Guerra civil espanyola. La unitat va ser organitzada amb batallons del Cos de Carrabiners.

## Historial d'operacions

### Formació
La 179a Brigada Mixta es va organitzar el 19 d'abril de 1938 al front de Lleida, amb els batallons 26è, 40è i 41è del Cos de Carrabiners, als quals posteriorment se'ls va agregar el 51è. Inicialment es va denominar Brigada «P» i va quedar integrada en la Divisió «Bellvís» (també denominada Divisió «C» o «Divisió Mixta») que, finalment, va ser denominada 56a. La brigada va prendre el número d'una antiga unitat de xoc que havia existit durant la campanya al Nord i que havia estat destruïda durant la batalla de Santander. El seu primer cap va ser el tinent coronel de Carrabiners José Vila Cuenca, mentre que el cap d'Estat Major va ser el Capità de Carrabiners Enrique Beser Jordán.

### Front del Segre
El comandament de Vila va ser breu, perquè el 14 de juliol va ser rellevat pel Major de milícies Evaristo Expósito Urruchúa. També va haver-hi canvis en la prefectura d'Estat Major, que va ser assumida per Ángel Martínez Ezquerro, procedent del Cos de Carrabiners.
El 9 d'agost la brigada va passar el Segre per Vilanova de la Barca, en el segon intent de l'Exèrcit republicà d'establir un cap de pont en aquest lloc, i el resultat va ser encara pitjor que en la primera temptativa. Malgrat rebre l'ajuda de 17 tancs, la 179a al costat de la 3a i la 145a (totes enquadrades en la 56a Divisió) no van poder aprofundir el seu atac i van quedar envoltades en un espai mínim. Les forces franquistes van tornar a obrir les comportes del pantà de Camarasa i la retirada, l'endemà, es va haver de realitzar en unes condicions molt complicades, alguns tancs quedaren soterrats en el llit del riu i la 179a BM va sofrir importants baixes. Després d'aquesta operació el cap d'Estat Major va ser substituït pel capità de Carrabiners Antonio Ferrer Fernández. La Brigada va passar després al front de pont de Seròs, on va participar en tots els combats que hi van tenir lloc.

### Campanya de Catalunya
Seguia en les seves posicions de Seròs quan els franquistes van llançar la seva ofensiva sobre Catalunya el 23 de desembre de 1938. Els homes de la Brigada, en el moment de l'atac, es van veure abandonats inicialment pels seus oficials, però encara que la brigada va mantenir les seves posicions, li va ser impossible resistir l'embranzida de l'adversari, replegant-se cap a Maials i Llardecans. De resultes del seu comportament en aquest combat, va ser deposat el seu cap, el major Expósito, i substituït pel tinent coronel de Carrabiners Alfonso Martínez Alarcón. Des de Serra Grossa, on la 179a Brigada Mixta va tornar a sofrir un seriós revés, la retirada cap a la frontera franco-espanyola es va fer sense combatre.

## Comandaments de la Brigada
Comandants en cap
- Tinent Coronel de carrabiners José Vila Cuenca, primer comandant i per curt temps.
- Major de Milícies Evaristo Expósito Urruchúa, al comandament des del 14 de juliol de 1938.
- Tinent Coronel de Carrabiners Alfonso Martínez Alarcón, en substitució de l'anterior des de finals de desembre de 1938.[1]

Caps d'Estat Major
- Capità de Carrabiners Enrique Beser Jordán, fins al 14 de juliol de 1938.
- Tinent de Carrabiners Ángel Martínez Ezquerro, en el càrrec fins que assumeix la Prefectura d'Estat Major de la 56a Divisió.[1]
- Capità de Carrabiners Antonio Ferrer Fernández, en el càrrec fins al final de la guerra.